# Ptinus timidus
Ptinus timidus là một loài bọ cánh cứng trong họ Ptinidae. Loài này được Brisout de Barneville miêu tả khoa học năm 1866.